# Historisches Kaufhaus
Lo Historisches Kaufhaus (Grande magazzino storico) è uno degli edifici più importanti di Friburgo in Brisgovia. Sorge sul lato sud di Münsterplatz, che domina con la sua facciata rossa. 

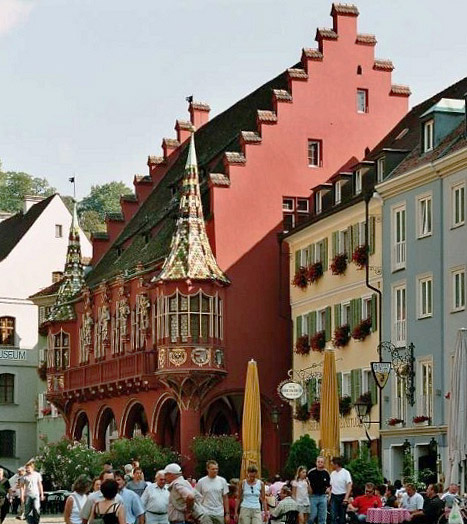
Vista laterale del grande magazzino

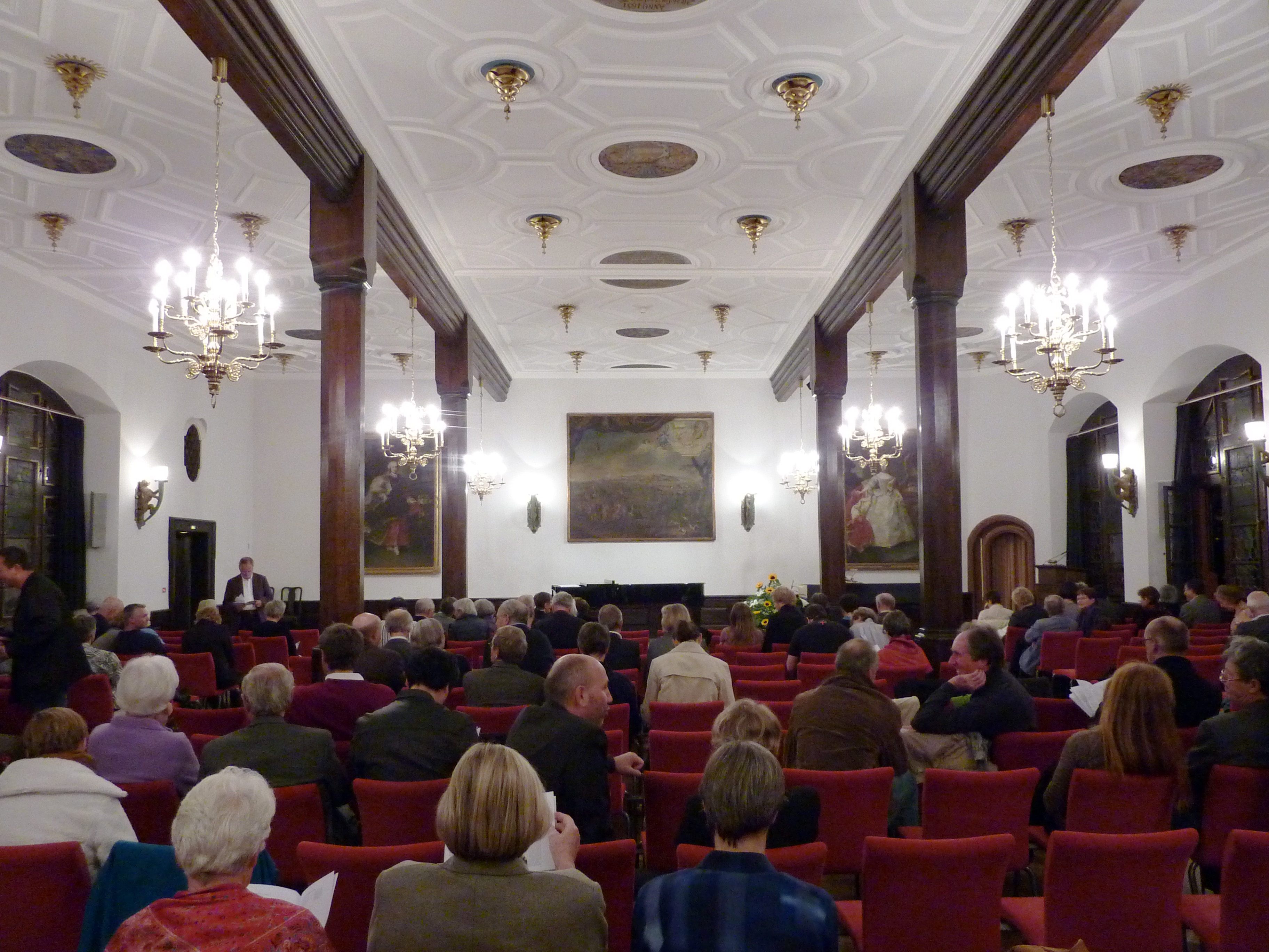
La sala imperiale

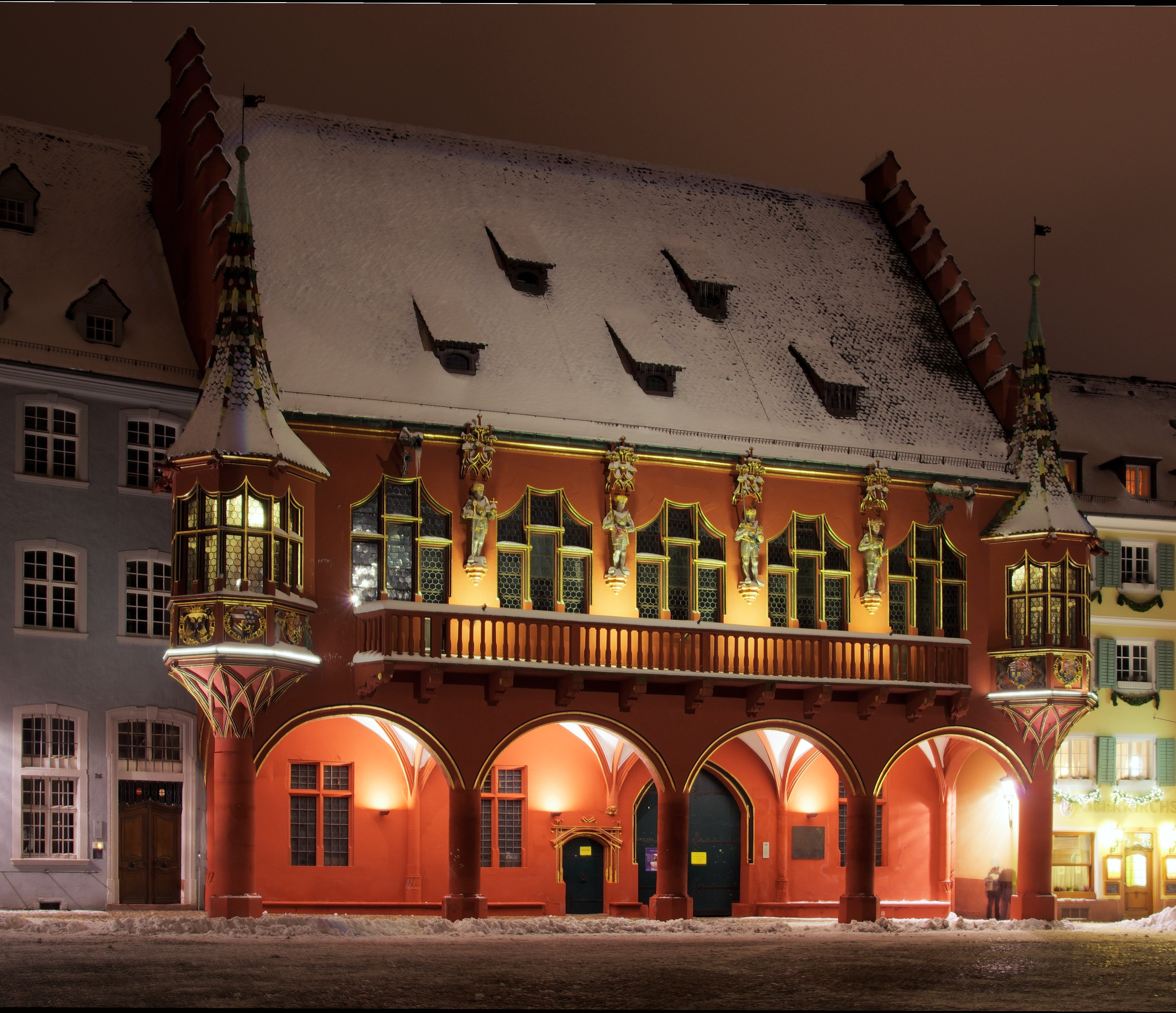
Facciata illuminata da Münsterplatz

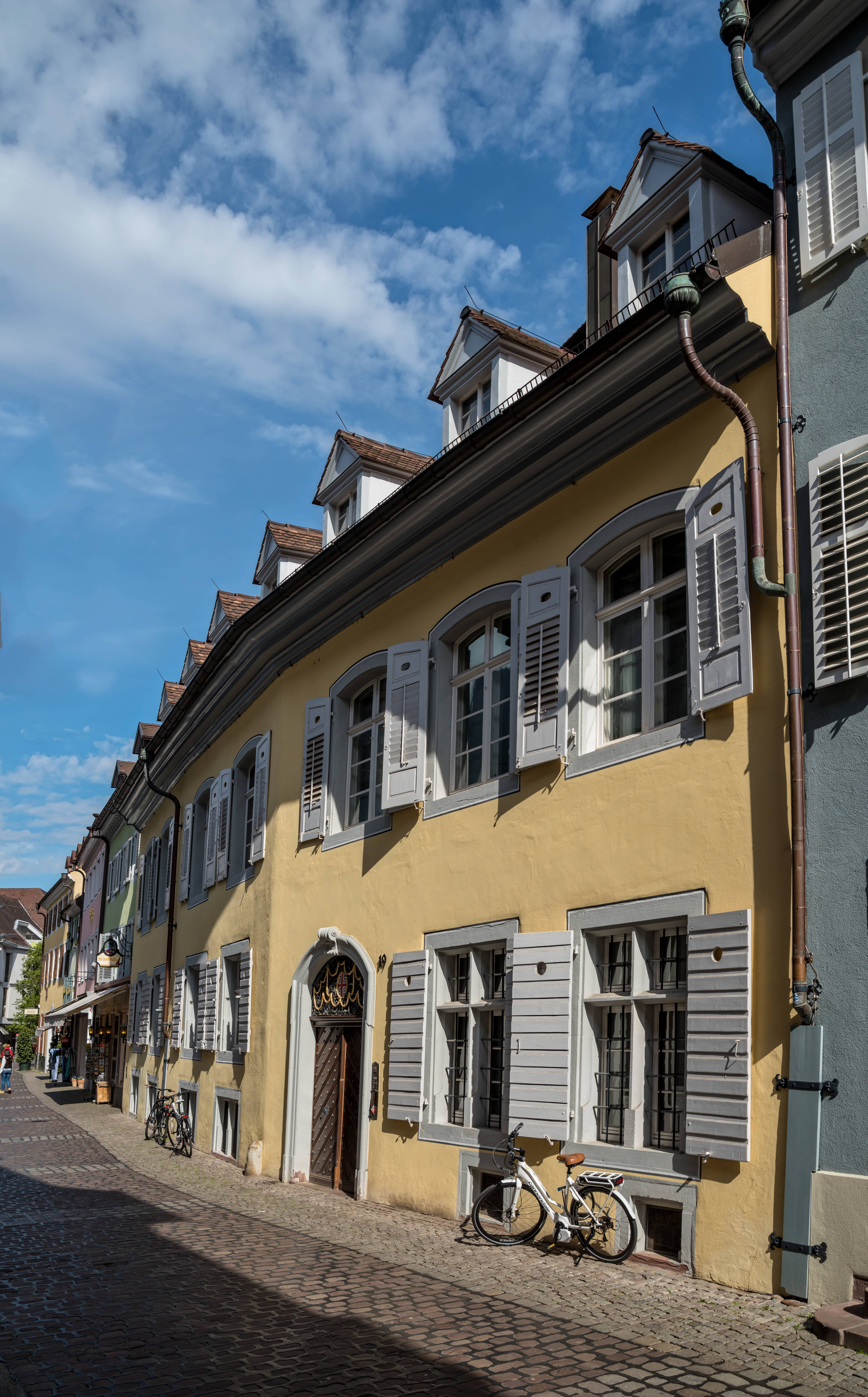
Il retro del grande magazzino storico in Schusterstrasse

## Storia
Il primo grande magazzino municipale costruito dall'amministrazione comunale del mercato per la movimentazione e lo sdoganamento delle merci a Friburgo venne aperto nel XIV secolo nella Schusterstrasse, e la prima menzione risale al 1378. Dal 1520, l'attuale edificio, che si affaccia sulla piazza della Cattedrale fu costruito a nord del vecchio grande magazzino. Il completamento del "nuovo grande magazzino" è datato 1532. L'architetto dell'edificio non è documentato e si presume che sia stato uno dei costruttori che all'epoca lavoravano alla costruzione della cattedrale, forse Lienhart Müller di Ettlingen. 
Il grande magazzino è stato successivamente ristrutturato più volte. Nel 1550 venne aggiunto un balcone, quando, dopo che gli assedi della città del 1714 e 1744, si dovettero riparare i danni della guerra. Nel 1814 la facciata fu ridipinta da Simon Göser (1880-1884) e l'edificio divenne conforme al prevalente gusto storicizzante, riprogettato con nuovi abbaini in stile Hôtel-Dieu. Nel 1924/25, i progetti del direttore della costruzione cittadina, Karl Gruber, ribaltarono le modifiche apportate nel 1884 e il grande magazzino fu riportato al suo stato precedente. Gli ultimi lavori di ristrutturazione sono stati eseguiti dal 1987 al 1991 e nel 2000. 
Dal 1946 al 1947 l'edificio è stato il luogo d'incontro dell'assemblea statale consultiva del Baden e dal 1947 al 1951 servì da palazzo del parlamento dello stato di Baden.

## Descrizione
L'edificio, che colpisce per i suoi gioielli architettonici e la tinta rosso scuro, si trova su Münsterplatz. Ha un tetto alto con due lucernari. I magazzini di stoccaggio hanno delle aperture ed estensioni sul lato ovest. L'edificio è stato spostato in avanti rispetto agli altri vicini e spicca sul resto delle costruzioni. Il piano terra ha un pergolato a volta con quattro arcate anteriori e due laterali. Le volte a costine degli archi decorano le chiavi di volta  con stemmi. Una panca in pietra corre lungo la partizione verso il cortile. Un grande cancello conduce in una sala aperta sul cortile interno. Inoltre, una porta incorniciata da trafori con gli stemmi di Friburgo e dell'Austria, conduce nel cortile che è accessibile solo in occasioni speciali. Sul soffitto è ancora possibile vedere il grande raggio su cui erano poggiate le scale. Nel cortile c'è una torre con un'elaborata scala a chiocciola (Kaiserstiege), che originariamente costituiva l'ingresso principale alla grande sala. 
L'intero piano superiore dell'edificio è occupato da una sala che si apre sulla piazza del mercato con finestre ad arco tardogotiche, fiancheggiate da due delicati angoli poligonali ricoperti di mattoni colorati. Il retro della sala è aperto sul cortile con grandi finestre. La facciata è decorata con sculture e stemmi asburgici, realizzati da Hans Sixt von Staufen tra il 1530 e il 1531. Le sculture a baldacchino tra le finestre della facciata raffigurano l'imperatore Massimiliano I, suo figlio re Filippo il Bello e i suoi figli, l'imperatore Carlo V e il re e poi imperatore Ferdinando I. I cinque stemmi sotto le finestre delle due vetrate sono circondati dai collari dell'Ordine del Toson d'oro e mostrano ciascuno l'Aquila bicipite imperiale e lo stemma delle terre ereditarie asburgiche sul lato esterno. La grondaia dei padiglioni ricoperti di mattoni colorati è decorata con piccoli doccioni, mentre il grande tetto è drenato tramite doccioni rame, a forma di teste di drago. 

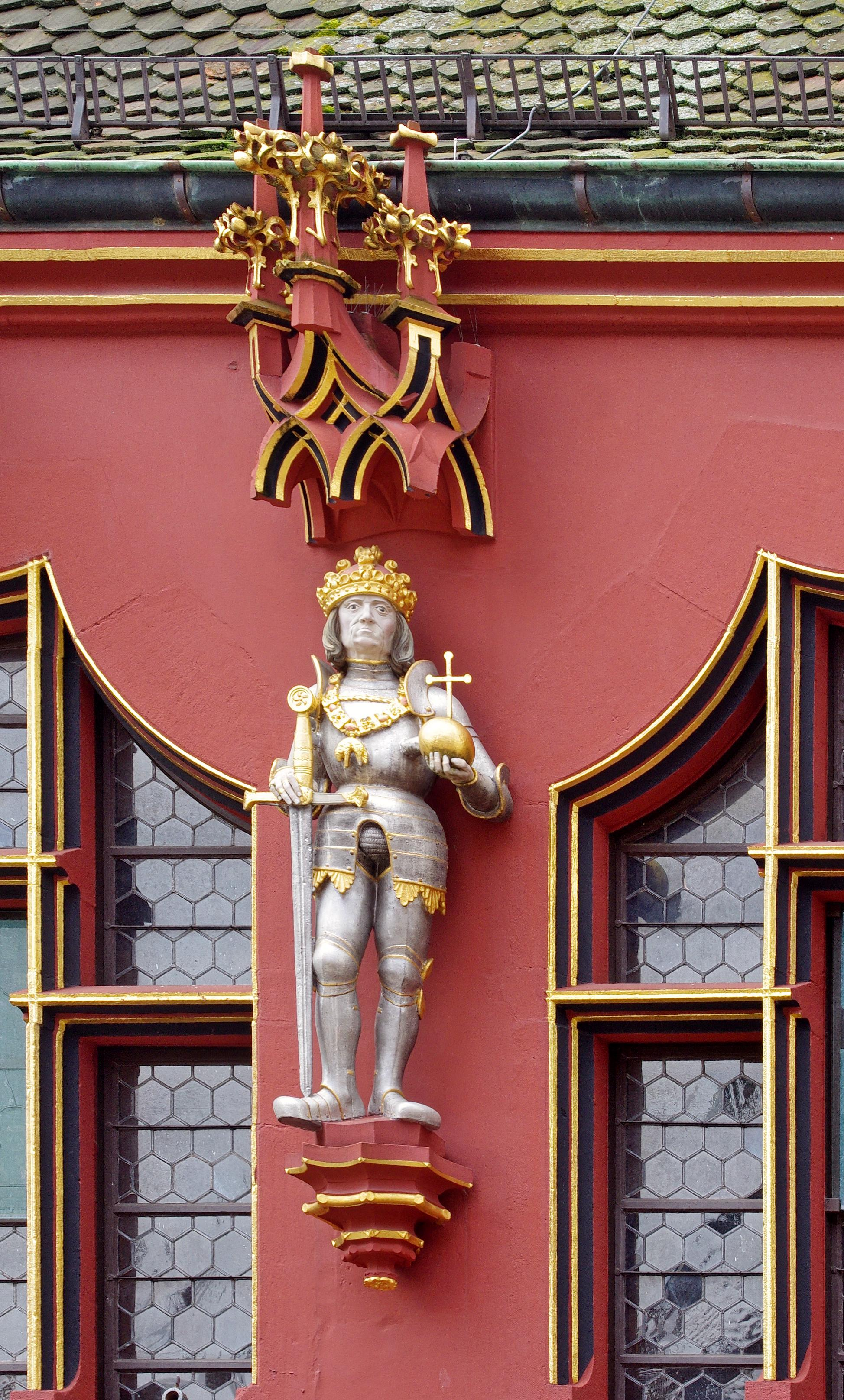
Massimiliano I
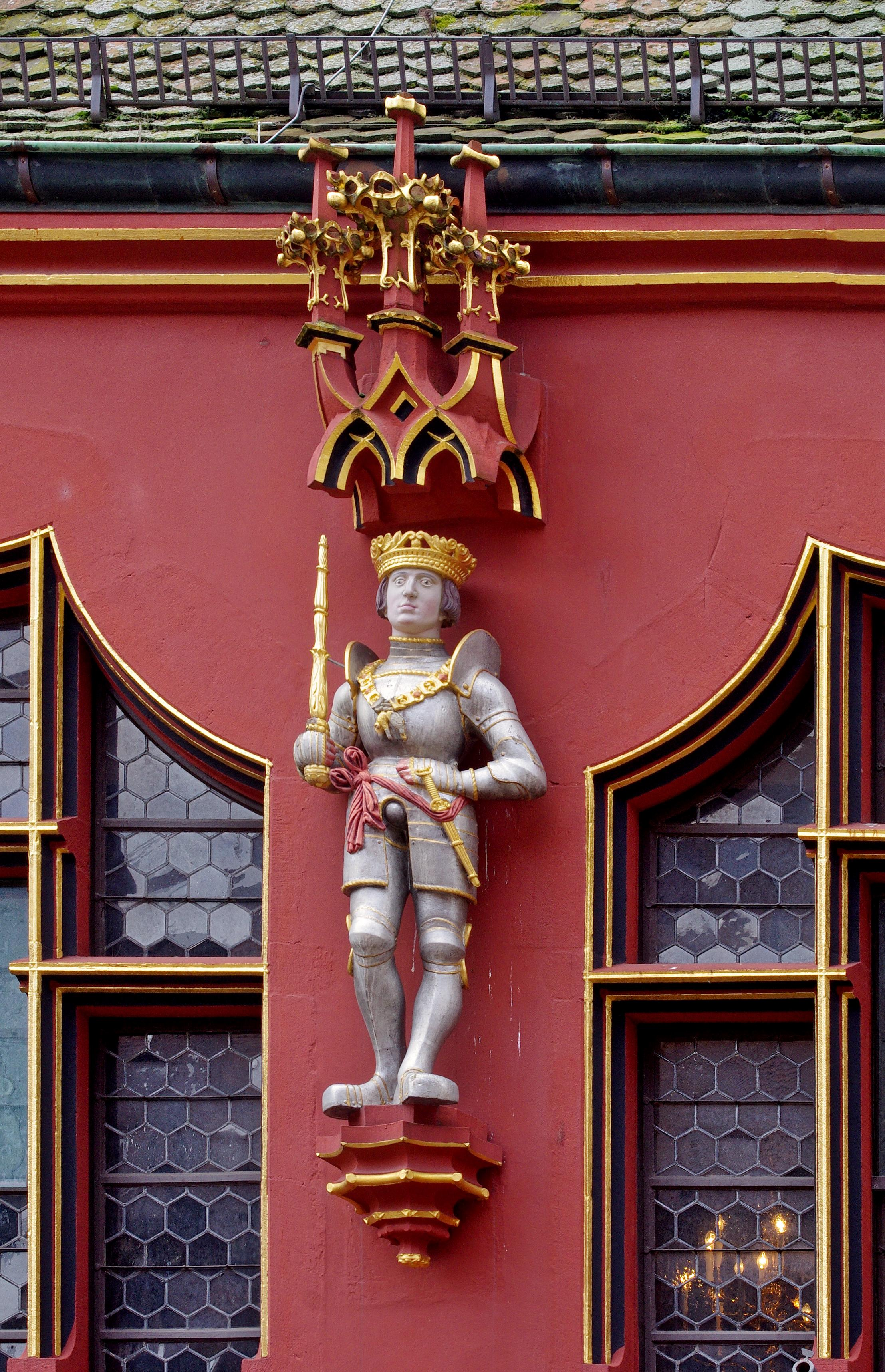
Filippo il Bello
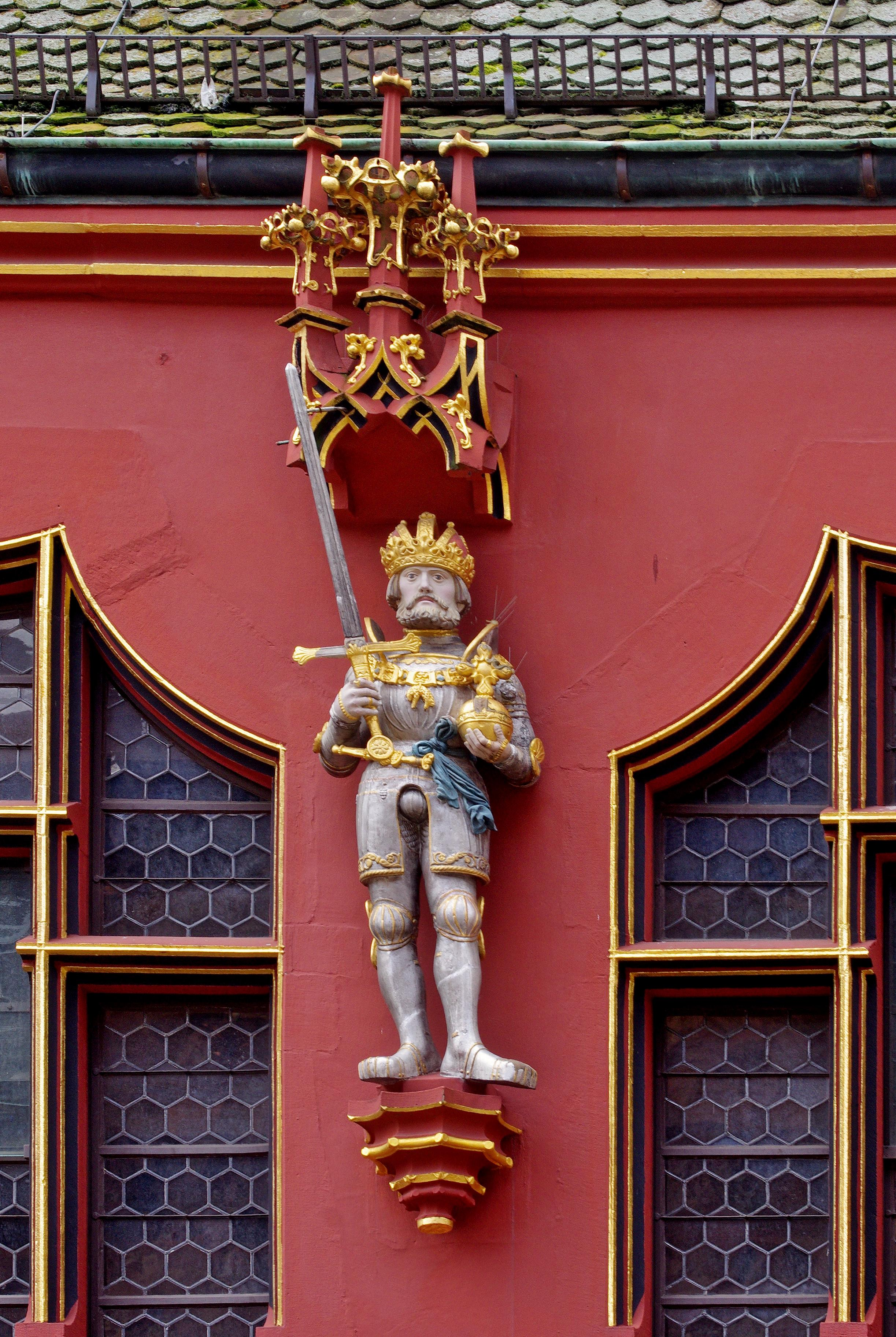
Carlo V
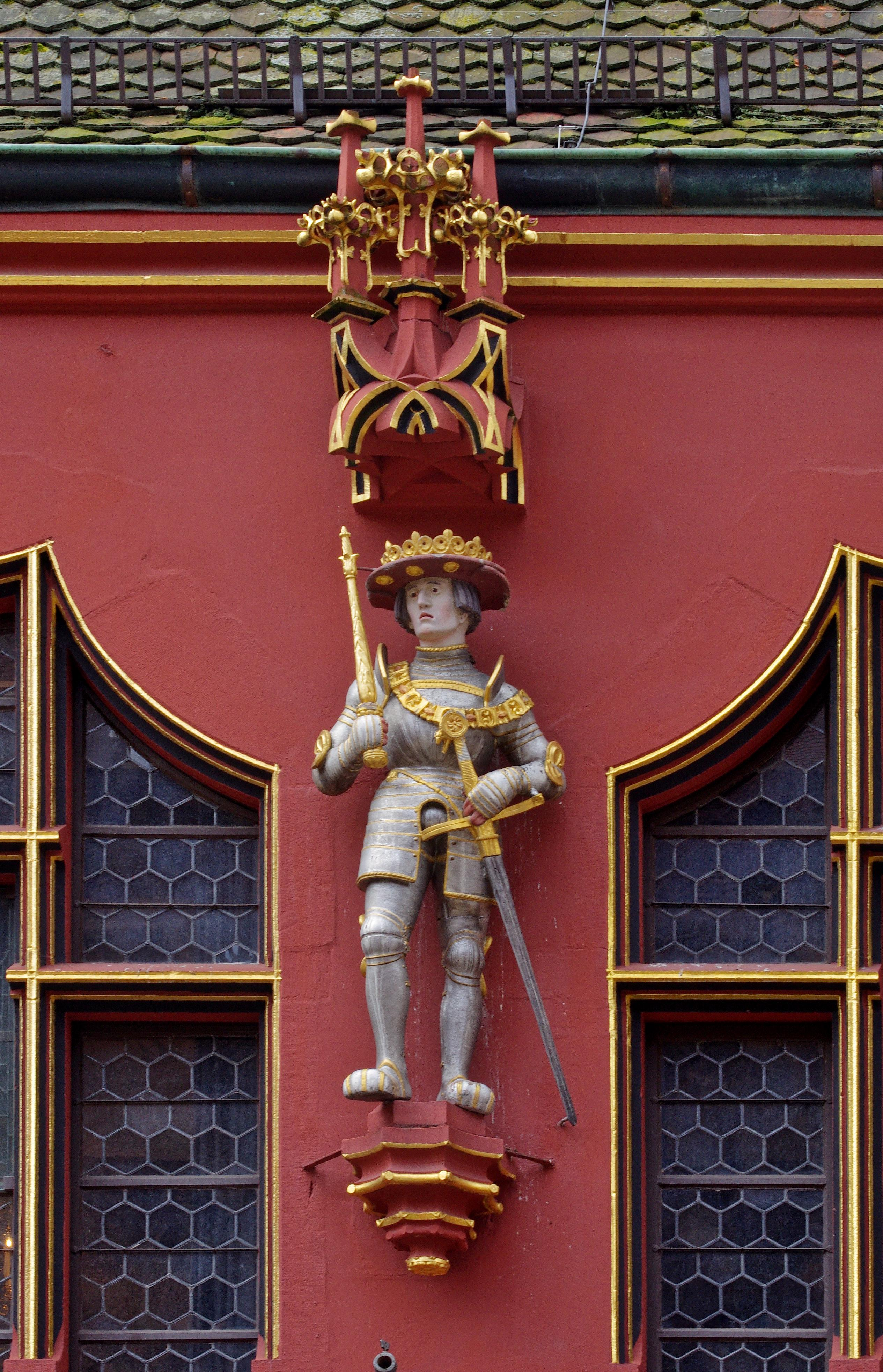
Ferdinando I

L'interno più importante è la Kaisersaal, che oggi ospita eventi di rappresentanza e può ospitare fino a 350 persone. Ha un soffitto in stucco, dipinto nel 1629/31, con stemmi e numerosi ritratti di sovrani asburgici sulle pareti, che mostrano l'imperatore Francesco I e sua moglie Maria Teresa, il loro figlio e successore l'imperatore Giuseppe II e sua moglie Isabella di Borbone-Parma e l'imperatore Francesco II. Un grande dipinto sulla parete frontale mostra l'assedio della fortezza di Friburgo nel 1714. I dipinti su vetro delle finestre furono realizzati da Fritz Geiges nel 1924. Fino al 1924 c'erano anche dipinti sulle vetrate, che Geiges aveva creato nel 1884 (oggi nel Museo Agostiniano). Tuttavia, la sala non prese il nome dagli imperatori della Casa degli Asburgo, ma quello dell'imperatore tedesco Guglielmo I, il quale il 3 ottobre 1876 tenne un banchetto durante la cerimonia per inaugurazione del monumento alla vittoria.
Nel 1776, ad est dell'edificio del grande magazzino, fu costruita la Redoutenhaus, una sala da ballo al posto di un edificio presente dal Medioevo. Da allora, la sala imperiale è raggiunta tramite una scala barocca presente in questo edificio. Anche l'assemblea fondatrice del Landesverein Badische Heimat ha avuto luogo nello storico grande magazzino.

Le immagini delle finestre della Kaisersaal di notte, illuminate dall'interno
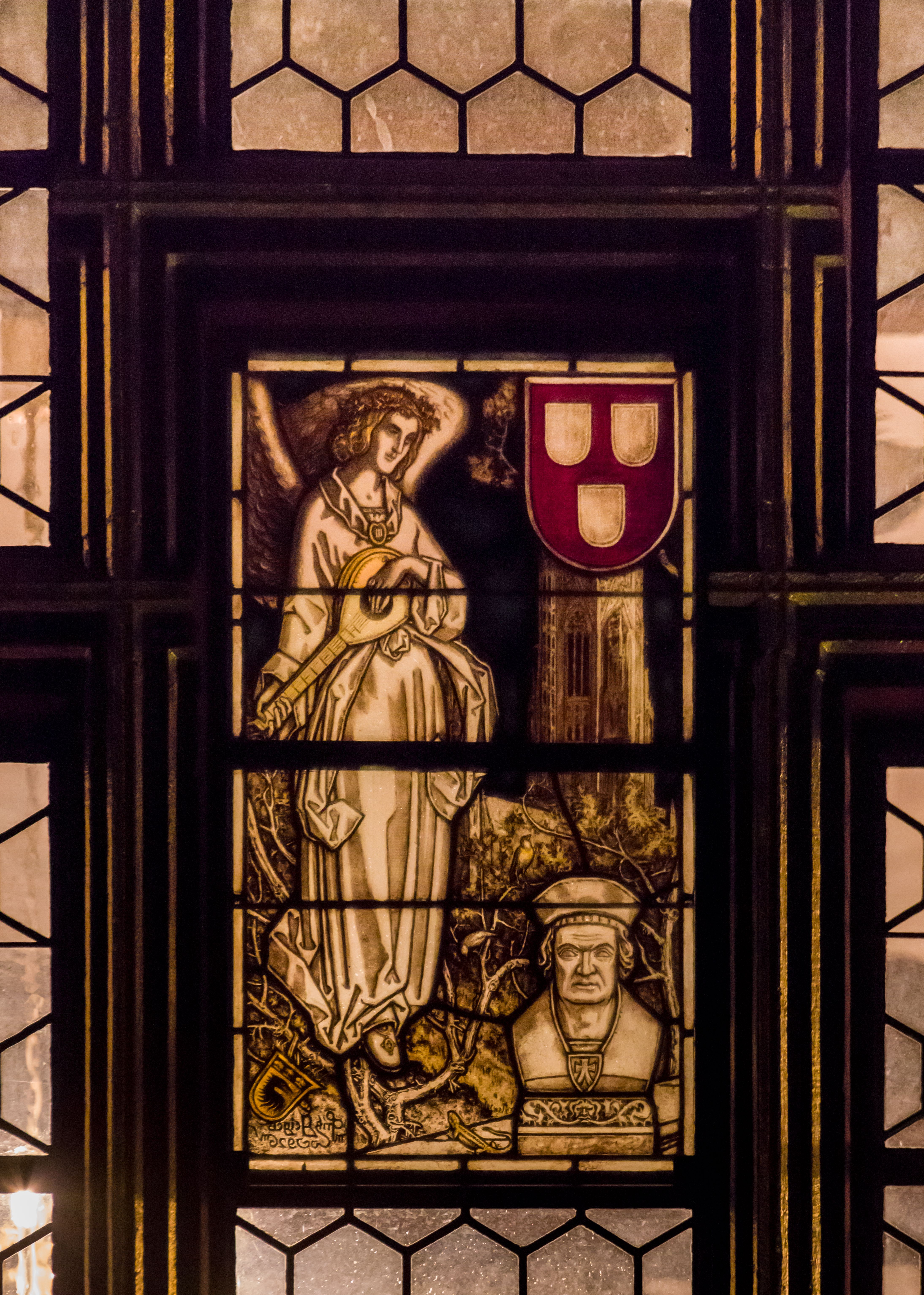
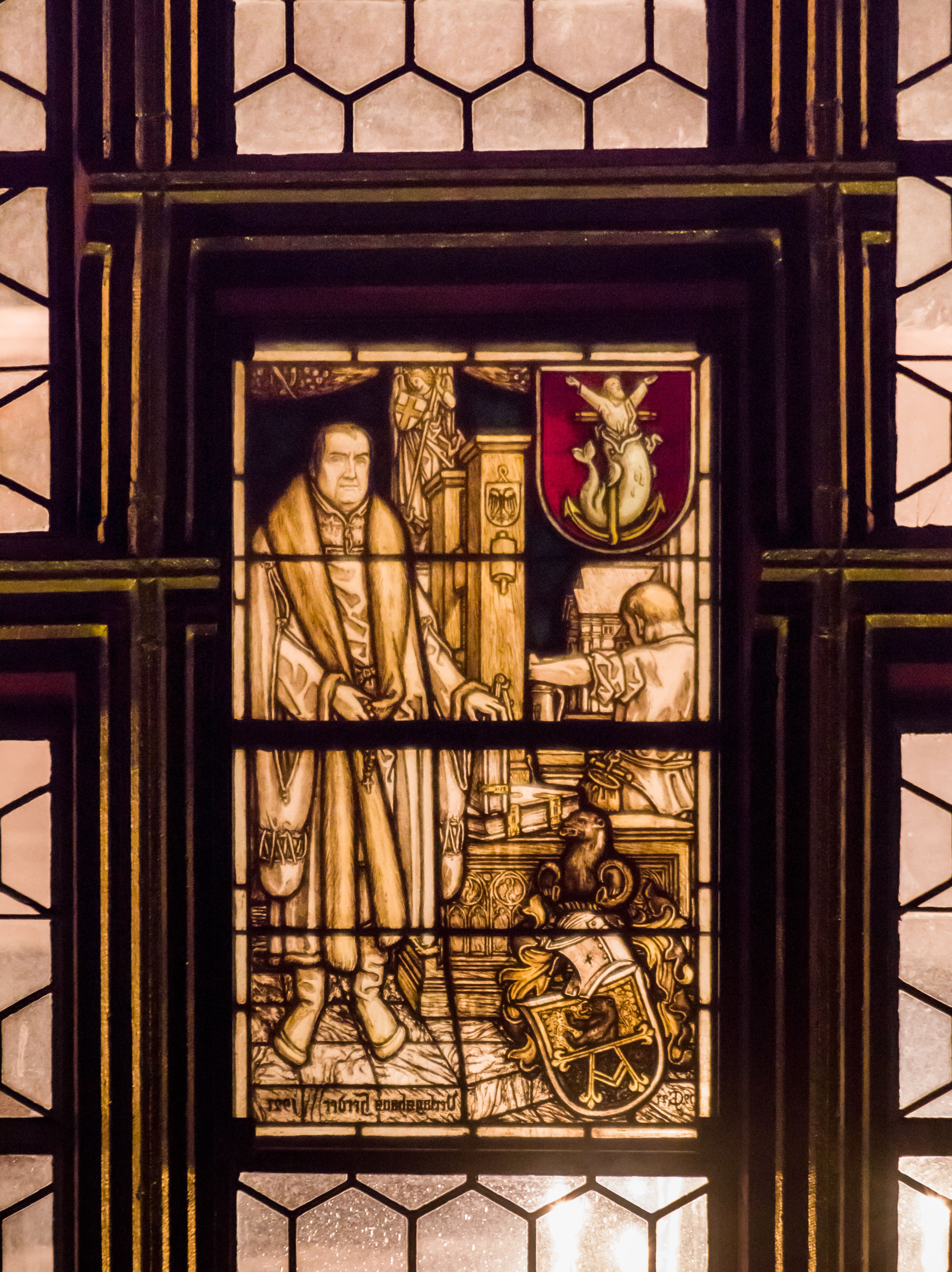
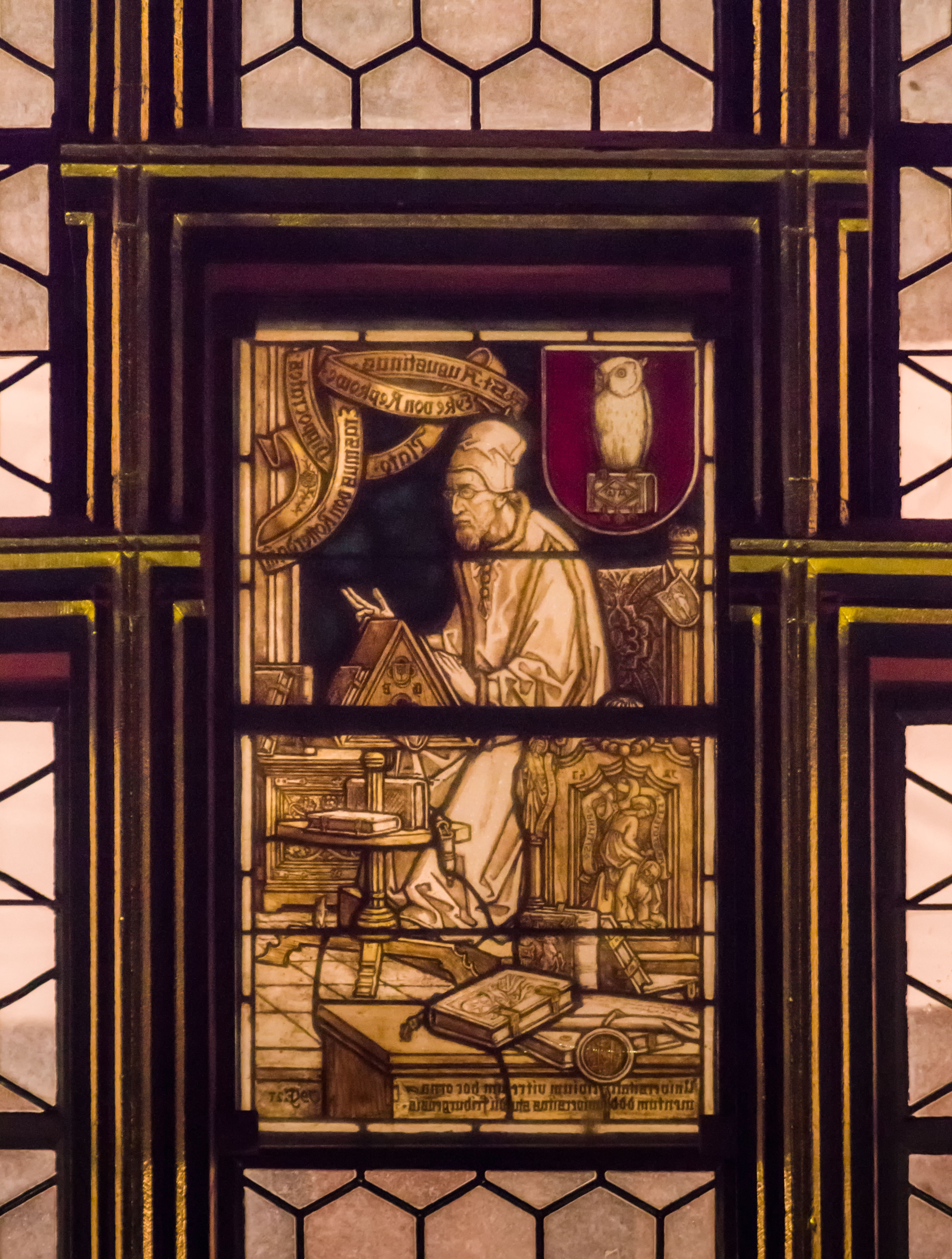
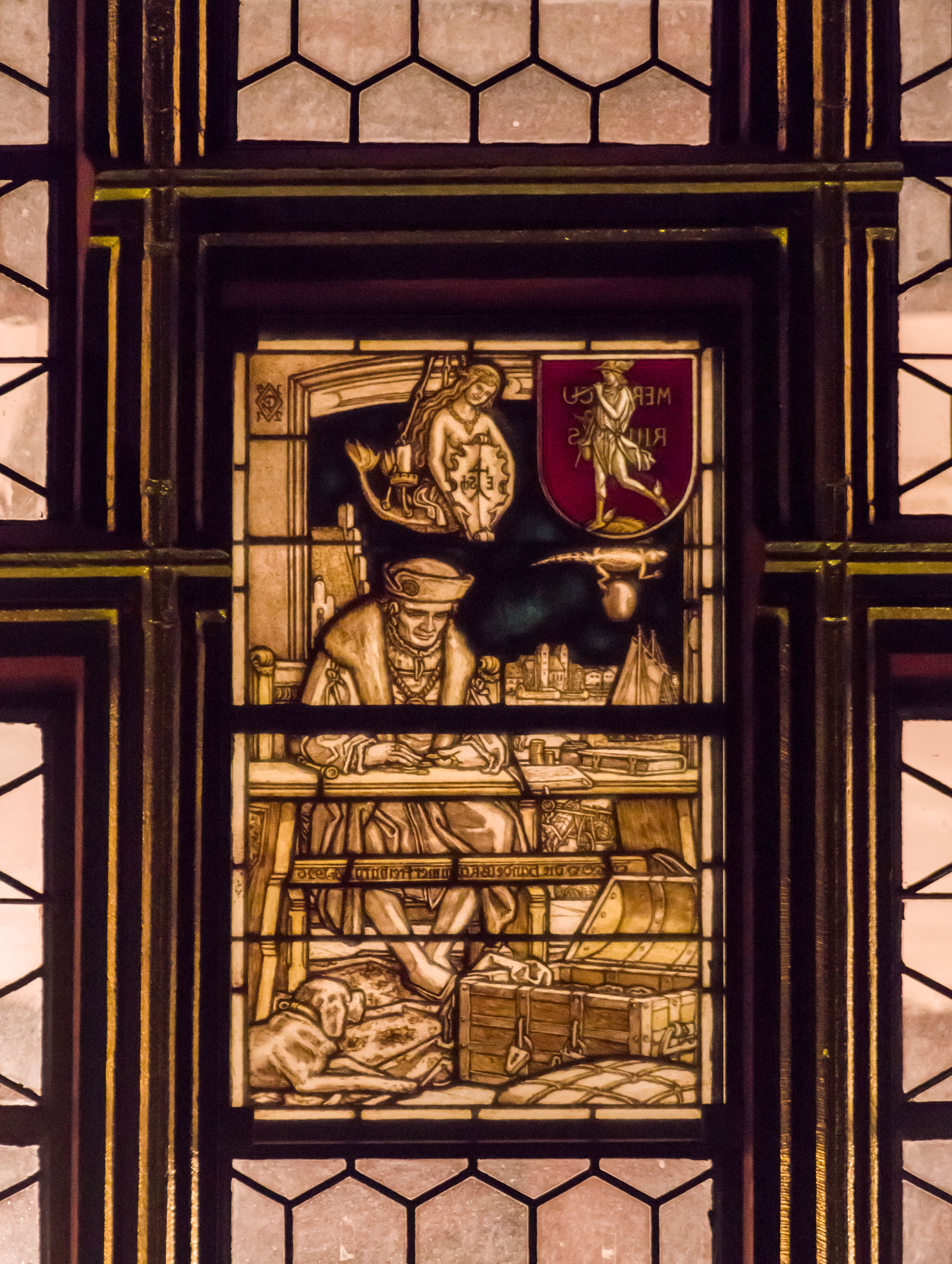
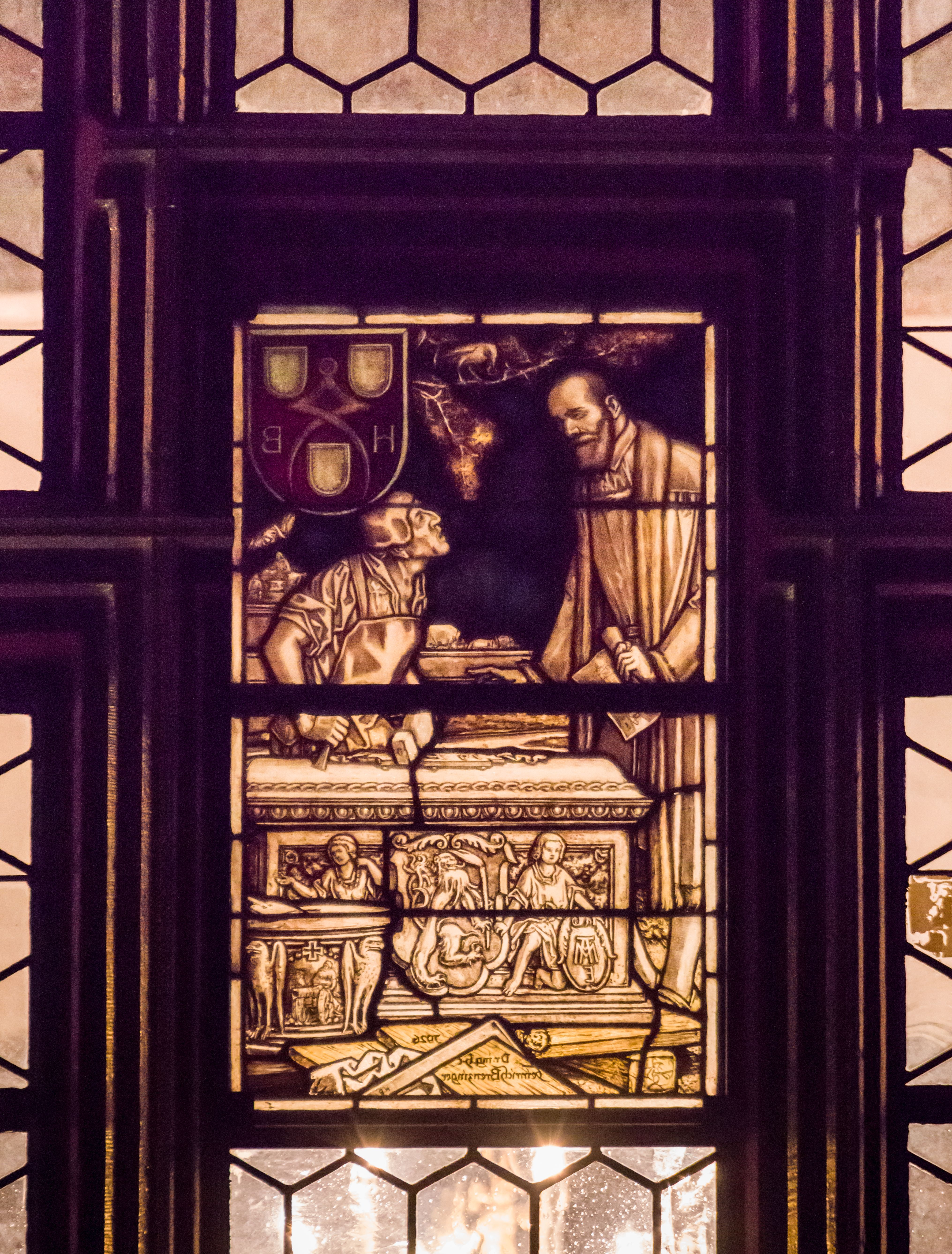